# Esenbeckia warscewiczii
Esenbeckia warscewiczii är en vinruteväxtart som beskrevs av Adolf Engler. Esenbeckia warscewiczii ingår i släktet Esenbeckia och familjen vinruteväxter. Inga underarter finns listade i Catalogue of Life.